# عمر البدء
عمر البَدْء (بالإنجليزية: Age of onset)‏ هو مصطلح طبي يشير إلى السن التي يكتسب فيها الفرد المهارات ويطورها، أو يبدأ شرط أو أعراض معينة للمرض أو اضطرابات مرض معين.
غالبا ما يتم تصنيف الأمراض بحسب أعمارهم من خلقية، ورضع، وأحداث، أو كبار.